# Potenziamento umano
Il potenziamento umano (dall'inglese human enhancement) è qualsiasi tentativo, temporaneo o definitivo, di andare oltre le normali limitazioni del corpo umano e cerebrali (neuroenhancement), attraverso mezzi sia naturali sia artificiali. Il termine è a volte applicato all'uso di mezzi tecnologici per selezionare o modificare attitudini umane e altre caratteristiche fenotipiche, sia che l'alterazione risulti o meno, in caratteristiche che si trovano al di là della gamma dell'esistenza umana. Alcuni bioeticisti restringono il termine all'applicazione non terapeutica di specifiche tecnologie - neurotecnologie, cibertecnologie, tecniche geniche, nanotecnologie - alla biologia umana.

## Tecnologie
Le tecnologie per il potenziamento umano (in inglese human enhancement technologies) sono tecniche che possono essere usate non solo per trattare la malattia e la disabilità, ma anche per aumentare le capacità e le qualità umane. In alcuni ambiti l'espressione “Human enhancement technologies” è sinonimo di tecnologie emergenti. In altri ambiti l'espressione human enhanchment è sinonimo di ingegneria genetica umana, ed è usata molto spesso per riferirsi alle applicazioni della convergenza di nanotecnologia, biotecnologia, tecnologia informatica e scienze cognitive, per aumentare la performance umana.

### Tecnologie esistenti
- Tecnologie riproduttive
  - Selezione dell'embrione attraverso la diagnosi preimpianto.
- Farmaci per migliorare la performance umana
  - A livello fisico: doping
  - A livello mentale: farmaci nootropici
- Chirurgia plastica

### Tecnologie emergenti
- Ingegneria genetica umana
- Impianto neurale (interfaccia uomo-macchina)
- Elettroceutica

### Tecnologie speculative
- Trasferimento della mente (Mind uploading)
- Nanomedicina

## Etica
Dal 1990, parecchi accademici (come alcuni dei membri dell'istituto di etica e tecnologie emergenti), sono divenuti convincenti sostenitori del human enhancement. Altri (come i membri del "President's Council on Bioethics 2003") sono diventati i più franchi critici.
Il potenziamento umano tende sempre più a divenire sinonimo di transumanesimo, una ideologia controversa che si è costituita per sostenere il riconoscimento e la tutela del diritto dei cittadini di mantenere o modificare la propria mente e il corpo; garantendo loro la libertà di scelta e di consenso informato sulla valorizzazione umana, ed utilizzando le tecnologie su sé stessi ed propri figli.
Il consulente di neuromarketing Zack Lynch ritiene che le neurotecnologie avranno un effetto sulla società più  immediato che la terapia genica e che troveranno meno resistenza di un percorso di radicale di potenziamento umano. Egli sostiene anche che il concetto di enablement" deve essere aggiunto al dibattito tra "therapy" versus "enhancement".
Sebbene molti propositi del potenziamento umano cadono nella fringe science, l la prospettiva del potenziamento umano ha fatto esplodere una controversia pubblica.
Molti critici sostengono che il potenziamento umano è un termine con toni eugenetici, in quanto può implicare il miglioramento dei tratti ereditari per ottenere una universalmente norma di capacità di riproduzione e d'altra parte può evocare reazioni negative molto al di là dello specifico significato del termine. Inoltre, essi concludono che i miglioramenti che sono evidentemente benefici, come "un minor numero di malattie", sono più l'eccezione che la regola e anche queste possono comportare problematiche etiche, come la polemica circa l'ADHD (Attention-deficit hyperactivity disorder) forse dimostra.
Comunque la più comune critica all'human enanchment è che esso è, o potrebbe essere, utilizzato con prospettive a breve termine e “autoreferenziali” da chi non tenga conto delle conseguenze a lungo termine sugli individui e il resto della società, come ad esempio il timore che alcuni miglioramenti creeranno sleali vantaggi fisici o mentali a chi può e vuole farne uso, o disparità di accesso a tali miglioramenti e può ulteriormente il divario tra la "disparità" e "non abbienti".
In accordo a tutto ciò alcuni sostenitori, che vogliono utilizzare la lingua più neutrale, e avanzare l'interesse pubblico nelle cosiddette "tecnologie di valorizzazione umana" usano un linguaggio più neutro e preferiscono il termine “enablement” invece di “enhancement”, difendono e promuovono un rigoroso e sicuro uso delle tecnologie disponibili, così come un accesso universale ad esse.